# Harvey Butler Fergusson
Harvey Butler Fergusson (* 9. September 1848 bei Pickensville, Pickens County, Alabama; † 10. Juni 1915 in Albuquerque, New Mexico) war ein US-amerikanischer Politiker. Zwischen 1897 und 1899 vertrat er das New-Mexico-Territorium als Delegierter im US-Repräsentantenhaus; von 1912 bis 1915 war er dort der erste Abgeordnete des ersten Wahlbezirks des Bundesstaates New Mexico.

## Frühe Jahre
Harvey Fergusson besuchte die öffentlichen Schulen seiner Heimat in Alabama. Danach studierte er an der Washington and Lee University in Lexington und wurde zunächst Lehrer. Anschließend studierte er an derselben Universität bis 1874 Jura. Nach seiner Zulassung als Rechtsanwalt begann er in 1875 in Wheeling (West Virginia) in seinem neuen Beruf zu arbeiten. Im Jahr 1882 zog er in das New-Mexico-Territorium, wo er sich zunächst in White Oaks und dann ab 1883 in Albuquerque niederließ. Hier erwarb er Anteile an einer Silbermine. Auch in seiner neuen Heimat wurde er als Rechtsanwalt tätig. Zwischen 1893 und 1894 war er Bundesstaatsanwalt in diesem Gebiet.

## Politische Laufbahn
Fergusson wurde Mitglied der Demokratischen Partei. Zwischen 1896 und 1904 gehörte er dem Democratic National Committee an. 1896 wurde Harvey Fergusson zum Delegierten im US-Repräsentantenhaus gewählt, wo er am 4. März 1897 Thomas B. Catron ablöste. Nachdem er im Jahr 1898 nicht wiedergewählt worden war, fiel sein Sitz am 4. März 1899 an Pedro Perea. Im Jahr 1902 bewarb sich Fergusson erneut erfolglos um eine Rückkehr in den Kongress.
Nach der Aufnahme von New Mexico als regulärer Bundesstaat in die Union wurde Fergusson als einer der beiden ersten Kongressabgeordneten neben George Curry in das US-Repräsentantenhaus gewählt. Dieses Mandat übte er zwischen dem 8. Januar 1912 und dem 3. März 1915 aus. Im Unterschied zu seiner Zeit als Delegierter hatte er nun als regulärer Abgeordneter volles Stimmrecht. Im Jahr 1914 wurde er nicht mehr wiedergewählt. Harvey Fergusson starb drei Monate nach seinem Ausscheiden aus dem Kongress durch Suizid, weil er diese Tatsache offenbar nicht verkraftete. 

## Familie
Fergusson war mit der Tochter deutscher Auswanderer Clara Maria Hüning verheiratet. Ihr gemeinsamer Sohn Francis Fergusson war ein bedeutender Literaturwissenschaftler und Dramentheoretiker.